# Subancistrocerus similis
Subancistrocerus similis är en stekelart som beskrevs av Giordani Soika 1995. Subancistrocerus similis ingår i släktet Subancistrocerus och familjen Eumenidae. Utöver nominatformen finns också underarten S. s. negrosensis.